# Паттерсон, Рори
Ро́ри Па́ттерсон (англ. Rory Patterson; род. 16 июля 1984, Страбан) — североирландский футболист. нападающий клуба «Белфаст Селтик», в прошлом игрок сборной Северной Ирландии.

## Клубная карьера
Профессиональная карьера Рори Паттерсона началась в «Рочдейле», за который Рори дебютировал в октябре 2002 года. Несмотря на то, что в сезоне 2003/04 Паттерсона признали лучшим молодым игроком лиги, «Рочдейл» не стал продлевать с ним контракт, в июле 2004 года Паттерсон перешёл в «Рэдклиф Бороу».
В новом клубе Паттерсон провёл всего несколько месяцев, и в ноябре 2004 года перешёл в «Моссли», за который выступал до конца сезона 2004/05.
«Юнайтед оф Манчестер»
В 2005 году Паттерсон перешёл в «Юнайтед оф Манчестер», за который в общей сложности провёл 129 официальных матчей и забил 99 голов.
В первом же матче за «Юнайтед оф Манчестер» Паттерсон, выйдя на поле без номера на футболке, получил от фанатов прозвища «Мистер Загадка» и «Человек без имени».
По итогам сезона 2006/07, в котором ирландец забил 39 голов в 45 матчах, Рори был признан лучшим молодым игроком полупрофессионального футбола Англии.
«Брэдфорд Парк Авеню»
Летом 2008 года Паттерсон вместе с другим нападающим «Юнайтед оф Манчестер» Стюартом Руддом перешёл в «Брэдфорд Парк Авеню». В первом же товарищеском матче за новый клуб ирландец отличился хэт-триком, но позже был отчислен из команды за то, что вместо подготовки к матчу отдыхал с семьёй на Мальорке.
«Колрейн»
27 июля 2009 года Паттерсон перешёл в клуб североирландской Премьер Лиги «Колрейн». Во время подготовки к новому сезону Рори забил 10 мячей в 8 играх за новый клуб. Паттерсон продолжил штамповать голы и в официальных матчах, забив за сезон 41 гол и став по итогам сезона не только лучшим бомбардиром лиги, но и лучшим игроком сезона.
Паттерсон также установил рекорд лиги, завоевав в феврале 2010 года третий за сезон титул лучшего игрока месяца.
«Плимут Аргайл»
На молодого нападающего обратил внимание чемпион Северной Ирландии «Гленторан», с которым Паттерсон подписал предварительный контракт, но, несмотря на это, 5 июня 2010 года Рори перешёл в клуб Первой Лиги Англии «Плимут Аргайл».
14 августа 2010 года Паттерсон впервые вышел на поле в домашнем матче «Плимута» и на четвёртой добавленной минуте забил свой первый гол за новый клуб, тем самым принеся «Плимуту» ничью.
В июле 2010 года «Плимут» отдал Паттерсона в аренду чемпиону Премьер-лиги Северной Ирландии «Линфилду».
«Дерри Сити»
В январе 2012 года Рори подписал трехлетний контракт с ирландским «Дерри Сити».
4 ноября 2012 года Паттерсон оформил дубль в финале Кубка Ирландии, в котором его «Дерри Сити» победил «Сент-Патрикс Атлетик» со счетом 3-2.
3 июля 2014 года Паттерсон в матче Лиги Европы против Аберистуит Тауна забил свой первый гол в еврокубках. В ответном матче, проходившем 10 июля 2014 года, Паттерсон оформил хэт-трик, который стал первым в истории Дерри Сити в еврокубках

## Карьера в сборной
В феврале 2010 года Паттерсон был впервые вызван в состав сборной Северной Ирландии на товарищеский матч против Албании. В этом же матче он дебютировал за национальную сборную. В мае 2010 года был вновь вызван в национальную сборную на товарищеские матчи против Турции и Чили. В матче против сборной Турции впервые вышел в стартовом составе национальной сборной. 3 сентября 2010 года Паттерсон был впервые заявлен на официальный матч сборной. Северная Ирландия проводила стартовый матч отбора на Евро 2012 против сборной Словении, а Паттерсон, заявленный в запас, так и не вышел на поле. 17 ноября 2010 года в товарищеском матче против Марокко Паттерсон забил свой первый гол за национальную сборную, реализовав пенальти на 86-й минуте встречи, он принес своей сборной ничью.

#### Матчи и голы за сборную Северной Ирландии
| № | Дата           | Место                                      | Оппонент  | Счёт | Голы Паттерсона | Соревнование      |
| - | -------------- | ------------------------------------------ | --------- | ---- | --------------- | ----------------- |
| 1 | 3 марта 2010   | «Кемаль Стафа», Тирана, Албания            | Албания   | 0:1  | —               | Товарищеский матч |
| 2 | 26 мая 2010    | «Вэтеренс Стэдиум», Филадельфия, США       | Турция    | 0:2  | —               | Товарищеский матч |
| 3 | 30 мая 2010    | «Национальный стадион», Сантьяго, Чили     | Чили      | 0:1  | —               | Товарищеский матч |
| 4 | 17 ноября 2010 | «Уиндзор Парк», Белфаст, Северная Ирландия | Марокко   | 1:1  | 1               | Товарищеский матч |
| 5 | 9 февраля 2011 | «Авива-Стэдиум», Дублин, Ирландия          | Шотландия | 0:3  | —               | Товарищеский матч |

Итого: 5 матчей / 1 гол; 0 побед, 1 ничьих, 4 поражения.
(откорректировано по состоянию на 10 февраля 2011)